# Galagoides cocos
Galagoides cocos es una especie de primate perteneciente a la familia Galagidae.

## Descripción
La especie tiene manchas oscuras y negruzcas a cada lado del hocico. Mide entre 149-168 mm sin contar la cola, con un dorso de color pardo y pelaje liso. Su cola, que mide entre 200 y 230 mm, es ligeramente más oscura que su dorso. El macho pesa entre 134-167 gramos, mientras que la hembra pesa entre 125-148 gramos.

## Descubrimiento y clasificación
La especie fue descubierta y clasificada por el zoólogo estadounidense Edmund Heller en 1912

## Distribución
Esta especie se distribuye desde la costa norte de Kenia hasta la costa norte de Tanzania. Vive en bosques costeros, al menos a 210 m s. n. m. en la zona costera de Kenia y al menos a 350 m s. n. m. en las colinas este de las Montañas Usambara, Tanzania.